# Musica e dischi
Musica e dischi foi a publicação mais antiga e antiga da indústria musical na Itália.
Billboard definiu a publicação como a "Bíblia italiana sobre música".

## História
A revista foi fundada em outubro de 1945 em Milão, Itália, por iniciativa do jornalista e musicólogo Aldo Mario De Luigi, um ex-executivo da gravadora La Voce Del Padrone-Columbia-Marconiphone (VCM, agora EMI Itália). Originalmente, a revista era publicada com o nome de Musica (Dischi foi adicionado na segunda edição) em uma base mensal.
Na década de 1960, Musica e dischi começou a emitir uma lista das gravações musicais mais vendidas nacionalmente. Após a morte de Aldo Mario em 1968, seu filho Mario De Luigi, já revisor e editor da revista desde 1958, tornou-se o diretor.
Em 1999, seu website oficial foi aberto. Em sua 735ª edição em dezembro de 2009, o diretor da Musica e dischi, Mario De Luigi, anunciou que a partir de março de 2010 publicaria uma revista online e interromperia a publicação da revista física após 65 anos.
Em junho de 2014, a revista deixou de existir após quase 70 anos e 783 edições (737 em formato físico e 46 em formato digital).